# Saccharum arundinaceum
Cỏ lau hay lau (tên khoa học: Saccharum arundinaceum) là một loài thực vật có hoa trong họ Hòa thảo. Loài này được Retz. miêu tả khoa học đầu tiên năm 1786.